# Red Oaks Mill
Red Oaks Mill est une census-designated place du comté de Dutchess, dans l'État de New York, aux États-Unis,. En 2020, elle compte une population de 3 810 habitants.